# George Pfaff
George Pfaff (* 15. Oktober 1811 in Hattenbach im Landkreis Hersfeld-Rotenburg; † 18. Mai 1882 ebenda) war ein deutscher Bürgermeister und Mitglied des kurhessischen Kommunallandtages.

## Leben
George Pfaff war ein Sohn des Bürgermeisters Wilhelm Pfaff und dessen Ehefrau Gertrud Adelgunde Koch.
Er bekleidete in seinem Heimatort das Amt des Bürgermeisters und erhielt in dieser Funktion im Jahre 1868 ein Mandat für den  kurhessischen Kommunallandtag des preußischen Regierungsbezirks Kassel, wo er Mitglied des ständischen Verwaltungsausschusses (1868) und des Legitimationsprüfungsausschusses (1877) war.
Pfaff blieb bis 1877 in dem Landtag.